# فایر آیلند پاینز (نیویورک)
فایر آیلند پاینز (به انگلیسی: Fire Island Pines) یک منطقهٔ مسکونی در ایالات متحده آمریکا است که در شهرستان سافک، نیویورک واقع شده‌است. فایر آیلند پاینز ۱۲ نفر جمعیت دارد.